# Nikolai Anatoljewitsch Nikiforow

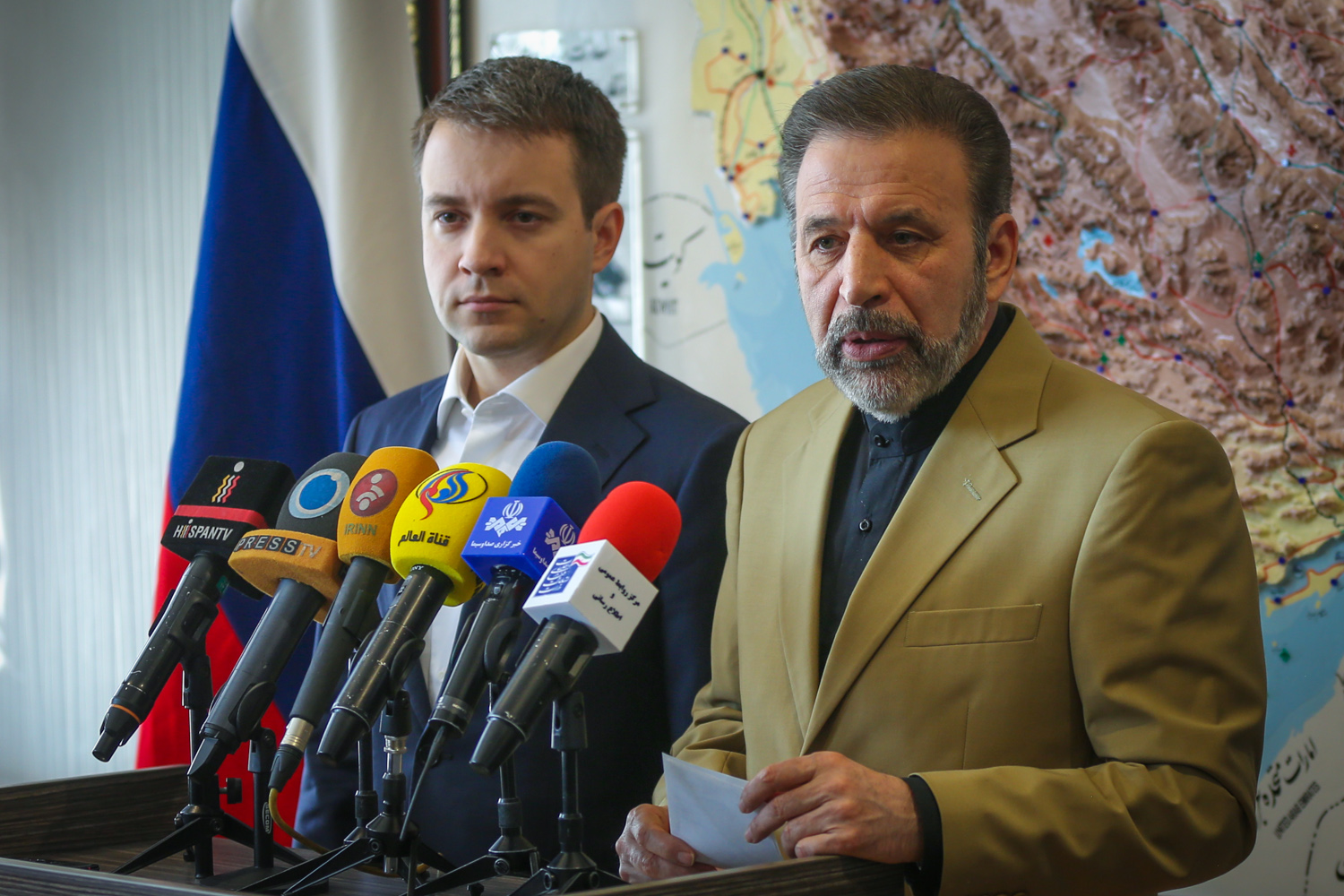
Nikolai Nikiforow (links) bei einer IT Pressekonferenz mit dem Minister für Kommunikation und Informationstechnologie von Iran

Nikolai Anatoljewitsch Nikiforow (russisch Николай Анатольевич Никифоров; * 22. Juni 1982 in Kasan) ist ein russischer Politiker. Von Mai 2012 bis Mai 2018 war er Minister für Kommunikation und Massenmedien in der Regierung der Russischen Föderation.

## Leben
Nikiforow absolvierte ein Wirtschaftsstudium am Institut für Soziale und Geisteswissenschaftliche Kenntnisse in Kasan.
Bereits 2004 war er Vizechef des IT-Unternehmens Sowremenye Internet Technologi und seit 2005 war er Verwaltungsberater der russischen Teilrepublik Tatarstan für den Bereich Informationstechnik. 2010 wurde er dann durch Tatarstans Präsidenten Rustam Minnichanow zum Minister für Telekommunikation ernannt.
Im Mai 2012 wurde Nikiforow schließlich in Nachfolge von Igor Schtschogolew Minister Russlands für Vernetzung und Massenkommunikation. Er war zum Zeitpunkt seiner Ernennung erst 29 Jahre alt und ist damit der jüngste Minister im Kabinett Dmitri Medwedews.

## Plagiatsvorwurf
2011 dissertierte Nikiforow an der Staatlichen Universität für Wirtschaft und Finanzen in Sankt Petersburg in Wirtschaftswissenschaften. Nach Prüfung seiner Doktorarbeit mittels Plagiatsnachweis-Software kam Dissernet 2014 zu dem Schluss, dass auf 76 von 167 untersuchten Seiten aus insgesamt sechs Fremdwerken plagiiert wurde. Nikiforow äußerte sich öffentlich nicht zu dem Vorwurf.